# Hivernenca Blanca
Hivernenca Blanca es un cultivar de higuera de tipo higo común Ficus carica, unífera (con una sola cosecha por temporada, los higos de otoño), con higos de epidermis con color de fondo verde amarillento, y con sobre color verde más intenso. Se cultiva en la colección de higueras de Montserrat Pons i Boscana en Llucmajor, Islas Baleares.

## Sinonimia
- “sin sinónimo”,[4][6][7]

## Historia
Actualmente la cultiva en su colección de higueras baleares Montserrat Pons i Boscana, rescatada de un ejemplar o higuera madre cultivada y ubicada en Sant Joan, a pesar de que solo tienen la referencia de la procedencia en la colección de "son Mut Nou", donde consiguieron el esqueje gracias a la gentileza de un invitado que acudió a ver la colección, y no se ha podido hacer el seguimiento de la higuera ya centenaria, por el desconocimiento de su procedencia.
La variedad 'Hivernenca Blanca' está mencionada documentalmente pero no caracterizada por la dificultad de su localización, poco conocida y cultivada en las Islas Baleares, pero de cosecha agradable y vistosa.

## Características
La higuera 'Hivernenca Blanca' es una variedad unífera de tipo higo común. Árbol de vigorosidad mediana, copa arrogante y regular, redondeada y ordenada, de ramaje muy estirado y espeso, con nula emisión de rebrotes. Sus hojas son de 3 lóbulos en su mayoría (70-80%), y de 5 lóbulos. Sus hojas con dientes presentes márgenes serrados. 'Hivernenca Blanca' tiene un desprendimiento mediano de higos, con un rendimiento productivo elevado y periodo de cosecha mediano. La yema apical cónica de color verde amarillento.
Los frutos de la higuera 'Hivernenca Blanca' son higos de un tamaño de longitud x anchura:51 x 45mm, con forma urceolada, que presentan unos frutos grandes, simétricos en la forma, uniformes en las dimensiones, de unos 34,650 gramos en promedio, cuya epidermis es de un grosor delgado, de textura medio áspera, de consistencia blanda, color de fondo verde amarillento, y con sobre color verde más intenso. Ostiolo de 3 a 7 mm con escamas grandes rojas. Pedúnculo de 0 a 3 mm cilíndrico verde claro. Grietas longitudinales amplias. Costillas poco marcadas. Con un ºBrix (grado de azúcar) de 21 de sabor dulce aguazoso, con color de la pulpa rojo. Con cavidad interna pequeña, con pocos aquenios pequeños. Los frutos maduran con un inicio de maduración de los higos sobre el 9 de septiembre al 13 de octubre. Cosecha con rendimiento productivo elevado y periodo de cosecha mediano tardío.
Se usa en fresco y seco en alimentación humana. Difícil abscisión del pedúnculo y con buena facilidad de pelado. Poco resistente al transporte, susceptibles al agriado y a la apertura del ostiolo, y mediana al desprendimiento.

## Cultivo
'Hivernenca Blanca', se utiliza en fresco y en seco en humanos. Se está tratando de recuperar de ejemplares cultivados en la colección de higueras baleares de Montserrat Pons i Boscana en Llucmajor.